# Grand Hotel Timeo

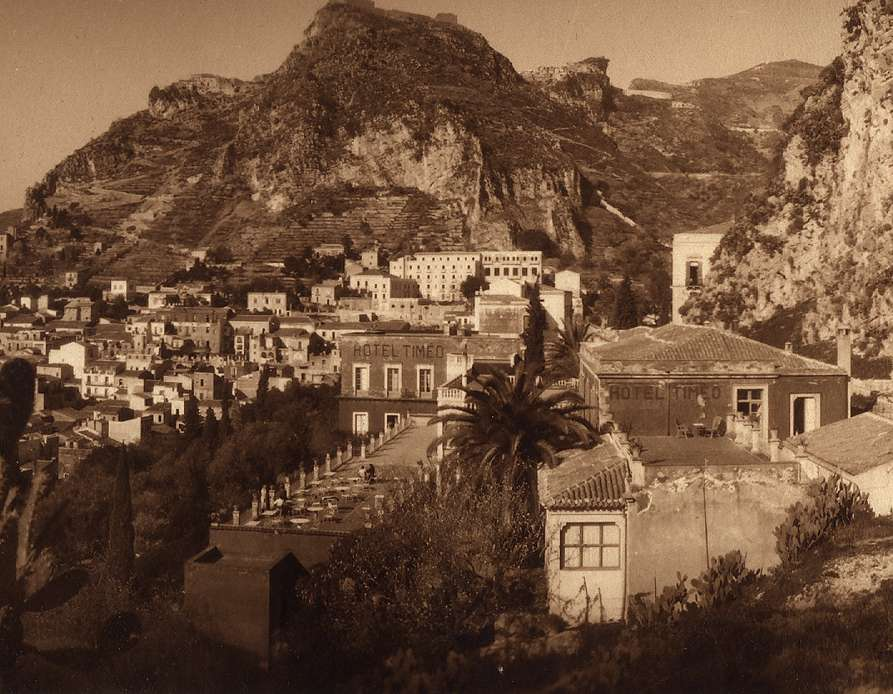
Vue de Taormine depuis l'hôtel Timeo par Giovanni Crupi.

Le Grand Hotel Timeo aujourd'hui Belmond Grand Hotel Timeo est un hôtel de luxe situé à Taormine, en Sicile (Italie).

## Historique
En 1850, Francesco La Floresta ouvre le premier hôtel de Taormina. En 1863, le baron prussien Otto Geleng est hébergé chez La Floresta dont les aquarelles qui dépeignent les vues depuis les chambres et les terrasses font sensation à Paris et Berlin.
La Floresta décide de vendre une grande plantation d'agrumes pour acquérir une maison en ruine dont la situation privilégiée, face au théâtre gréco-romain, est accentuée par les terrasses et balcons donnant sur la mer et l'Etna. Timeo, nommé d'après l'historien antique Timée de Tauroménion, est le seul hôtel de Taormine jusqu'à la transformation du couvent San Domenico.
À partir de 1873, la maison qui forme aujourd'hui le corps principal de l'hôtel, accueille dans ses 5 puis 12 chambres les premiers touristes européens qui réalisent leur Grand Tour, parmi lesquels Wilhelm von Gloeden, Oscar Wilde, André Gide, Jean Cocteau, Thomas Mann, Gustav Klimt, Paul Klee et Richard Wagner. S'ensuivront Félix Ioussoupov, Guillaume II, D. H. Lawrence, Truman Capote, Edmondo De Amicis, Giovanni Verga, Luigi Pirandello, Salvatore Quasimodo, Giuseppe Ungaretti, Somerset Maugham, Leonardo Sciascia,,,.
Au cours des années, il s'agrandit pour abriter jusqu'à 40 chambres et suites, et absorbe la Villa Flora voisine où sont installées 30 chambres de standing inférieur. L'hôtel possède également un parc de 5 hectares plantés de palmiers avec un potager qui fournit le restaurant de l'hôtel.
Réquisitionné lors de la Seconde Guerre mondiale pour devenir le quartier général de la Royal Air Force, il accueille dans les années 1940 et 1950, Cary Grant, Elizabeth Taylor, Richard Burton, Audrey Hepburn, Jacqueline Kennedy et Sophia Loren.  
En 1981, la famille Floresta vend après un siècle d'exploitation l'hôtel à Gaetano Graci, actionnaire de Banca Agricola Etnea, qui le restaure puis le cède en 1988 à la famille Franza. de Messine. Il est racheté en 2010, en même temps que la Villa Sant’Andrea sur la côte relié au palace par un bus privé, par le groupe hôtelier Orient-Express Hotels devenu en 2014 Belmond.